# 빗 속에 지다
"빗 속에 지다"는 한국에서 제작된 임권택 감독의 1965년 영화이다. 신영균 등이 주연으로 출연하였고 차태진 등이 제작에 참여하였다.

## 출연

### 주연
- 신영균
- 허장강
- 엄앵란

## 기타
- 조명: 김용모
- 미술: 노인택